# Marquesat de la Vall d'Oaxaca
El marquesat de la Vall d'Oaxaca (Mèxic) és un títol nobiliari hereditari, concedit, el 20 de juliol de 1529, per l'emperador Carles I d'Espanya i V d'el Sacre Imperi Romanogermànic a l'explorador de Badajoz, descobridor i conqueridor, Hernán Cortés, governador i capità general de la Nova Espanya, en reconeixement pels seus serveis a la Corona «i especialment en el descobriment i població de la Nova Espanya».